# 해상 기반 X-밴드 레이더

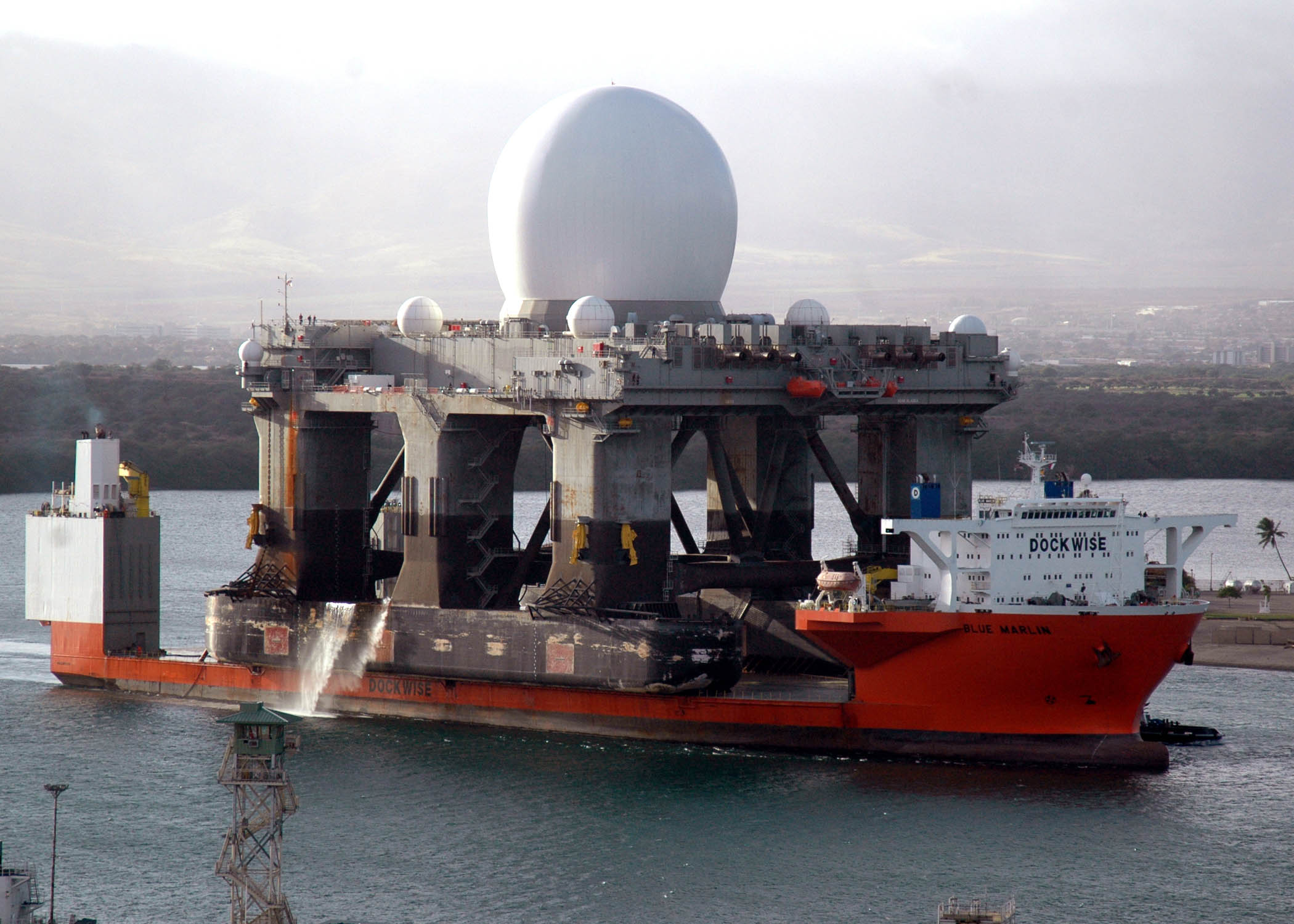
항행 중인 해상 기반 X-밴드 레이다

해상 기반 X-밴드 레이다(Sea-based X-band Radar, SBX)는 물 위에 떠 있는 자체 추진의 이동식 레이다 기지로, 강풍과 높은 파도에도 운용이 가능하도록 설계되어 있다. 미국 국방부 탄도 미사일 방어 시스템의 일부이다. X 밴드 주파수를 사용한다.
해상 기반 X-밴드 레이다는 5세대 CS-50 이중 선체 반잠수형 굴착 장치에 설치되어 있다. 선체의 개조는 미국 텍사스주 브라운즈빌의 케펠사(Keppel Corporation)에서 담당하였다.

## 제원
- 선박
  - 길이: 116 m
  - 높이: 용골에서 레이다 돔 꼭대기까지 85 m
  - 흘수: 이동시 약 10 m, 정박중일 때 약 30 m
  - 안정: 정박중일 때 10도 미만 (완전 수동 안정)
- 가격: 9억 달러
- 승무원: 약 75~85 명, 대부분이 민간인 계약자
- 탐지거리: 2,000 km
- 배수량: 50,000 t

## 같이 보기
- 제100 미사일 방어 여단
- X밴드 레이다
- J/FPS-5
- J/FPS-3
- SSPARS